# ميت رومني
ويلارد ميت رومني (بالإنجليزية: Willard Mitt Romney)‏؛ (12 مارس 1947 -) هو رجل أعمال وسياسي أمريكي. كان حاكم ولاية ماساشوستس ال70 من عام 2003 ال عام 2007 وهو أيضا مرشح للرئاسة عن الحزب الجمهوري 2012.
ابن جورج دبليو رومني (الحاكم السابق لولاية ميشيغان)وعمل ميت رومني كمبشر للمورمونية في فرنسا. تخرج من جامعة بريغام يونغ وعمل مديراً تنفيذيا لشركة باين التي أخرجها من أزمة طاحنة. وهو أيضا مؤسس ومشارك ورئيس شركة باين كابتال وهي واحدة من أكبر وأربح شركات الاستثمار في العالم وساعدته ثروته التي جمعها من هذه الشركة في تمويل حملته الانتخابية في انتخابات مجلس الشيوخ الأمريكي عام 1994 في ماساتشوستس. نظّم ميت رومني الألعاب الأولمبية الشتوية 2002 في سولت لايك سيتي كرئيس ومدير تنفيذي وساعد على حل المشكلة المالية آنذاك.
اٌنتخب رومني حاكم ماساتشوستس عام 2003. لكنه لم يُرد الترشح مرة أخرى.
عمل على تخفيض الصرف وزيادة الأجور وأزال عجزا متوقعا بحوالي 1,5 مليار دولار. ووقّع أيضا على قانون إصلاح ماساتشوستس للاهتمام بالرعاية الصحية عن طريق الإعانات المالية.
ترشح للانتخابات التمهيدية الرئاسية للحزب الجمهوري في 2008 ولكنه خسر أمام جون ماكين. وفي 2 يونيو عام 2011 أعلن رومني أنه يريد الترشح للانتخابات الرئاسية الأمريكية 2012 عن الحزب الجمهوري وخسر أمام باراك أوباما بنسبة 48-50% من الأصوات الشعبية وحسم المجمع الانتخابي السباق بثلاثمائة وثلاثة أصوات لأوباما مقابل مائتان وستة لرومني.

## النشأة

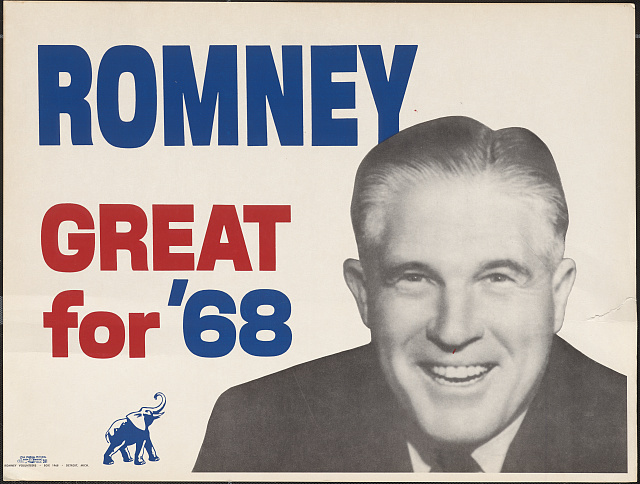
ملصق الحملة المستخدم خلال محاولة جورج رومني لترشيح الحزب الجمهوري للرئاسة الأمريكية في عام 1968

وُلد ميت رومني في 12 مارس 1947 في ديترويت بولاية مشيغان وهو الطفل الأصغر لوالديه. والد رومني ولد في المكسيك لأبوين أمريكان وأصبح مدير شركة سيارات في عام 1948 أي عام ولد ابنه ميت رومني له ثلاث أشقاء. انتقل رومني وهو في الخامسة من عمره إلى بلومفيلد وأصبح أباه مدير لشركة محركات أمريكية. وعندما بلغ الثانية عشر من عمره أصبح والده مشهورا في الصحف والتلفزيون وترأس كنيسة السيد المسيح للقديسين. ذهب رومني إلى المدارس الابتدائية وكان الطالب الوحيد الذي يعتنق المورومنية وكان بارعا ومتميزا عن أصدقاءه وساعد والده في حملته الانتخابية كحاكم لمشيغان. حصل رومني في نفس الوقت على ماجستير في إدارة الأعمال من كلية هارفارد للاعمال وعلى شهادة في الحقوق من كلية هارفارد للحقوق. انضم رومني بعد تخرجه إلى مجموعة بوسطن الاستشارية. تجدد انتخاب جورج رومني الأب مرتان. قام رومني بمجموعة ثابتة من الأعمال الرتيبة وشغل وظائف صيفية.

## الترشح للانتخابات الرئاسية التمهيدية للحزب الجمهوري في 2008
ترشح ميت رومني للانتخابات الرئاسية التمهيدية للحزب الجمهوري في 2008 وخسر أمام جون ماكين.

## الترشح للانتخابات الرئاسية التمهيدية للحزب الجمهوري في 2012
أعلن ميت رومني في 2 يونيو 2011 ترشحه للانتخابات الرئاسية التمهيدية للحزب الجمهوري. تفوّق ميت رومني في الانتخابات التمهيدية في أيوا في 3 يناير 2012 وحقق 24.6% من الأصوات متقدما بثمانية أصوات فقط على ريك سانتوروم. وفاز رومني مجددا في الانتخابات التمهيدية في نيوهامبشر في 10 يناير 2011 حائزا 38% من الأصوات متقدما بكثير على رون بول (23%) وجون هانتسمان (17%). انسحب جون هانتسمان من السباق للفوز ببطاقة الحزب الجمهوري في الانتخابات الرئاسية الأمريكية 2012 في 16 يناير 2012 وأعلن رسميا دعمه لميت رومني. حلّ ثانيا في الانتخابات الرئاسية التمهيدية للحزب الجمهوري في ساوث كارولينا التي وقعت في 23 يناير 2012 بنسبة 27% من الأصوات مقابل 40% لنيوت جينجريتش و16% لريك سانتوروم و12% لرون بول و1% لهيرمان كاين وأقل من 1% لكل من ريك بيري وجون هانتسمان وميشال باكمان وغاري جونسون. وفاز في الانتخابات التمهيدية بولاية فلوريدا في 31 يناير 2012 أين حصل على 46% من الأصوات مقابل 32% لنيوت جينجريتش و13% لريك سانتوروم و7% لرون بول. وقد جمع تبرعات أكثر من منافسيه وقد بلغت قيمتها 56 مليون دولار خلال موسم الانتخابات التمهيدية. أعلن رجل الأعمال الأمريكي دونالد ترامب في 2 فبراير 2012 عن دعمه لميت رومني. وفاز ميت رومني في الانتخابات التمهيدية للحزب الجمهوري في نيفادا التي اُقيمت في 4 فبراير 2012 حيث حصل على 42.3% من الأصوات مقابل 26.0% لنيوت جينجريتش و18.7% لرون بول و12.9% لريك سانتوروم.

## الثروة
كوّن ميت رومني ثروة طائلة بسبب شركة باين كابتال تقدّر بين $190 مليون و$250 مليون لغاية أغسطس 2011 حسب موقع ذي ريتشست. كان عضوا في مجالس إدارة الشركات التالية: ماريوت (1993 - 2002) وسبورتس أوثوريتي (1995 - 1999) وستابلز (1986 - 2001).

## الحياة الشخصية
تزوج آن رومني في 1969 ولديه خمسة صبيان وهم تاغارت (ولد في 1970) وماثيو (ولد في 1971) وجوشوا (ولد في 1975) وبنجامين (ولد في 1978) وكريغ (ولد في 1981). ولديه عشرة أحفاد.

## الجوائز والتقدير
- دكتوراه فخرية في الخدمة العامة، كلية هيلزدايل، 2007
- دكتوراه فخرية في الحقوق، كلية بنتلي، 2002
- واحدا بين أجمل 50 رجلا وامرأة في العالم، مجلة بيبول، 2002.[17]
- دكتوراه فخرية في الأعمال، جامعة يوتا، 1999

## وصلات خارجية
- ميت رومني على موقع أوليمبيديا (الإنجليزية)
- ميت رومني على موقع IMDb (الإنجليزية)
- ميت رومني على موقع الموسوعة البريطانية (الإنجليزية)
- ميت رومني على موقع روتن توميتوز (الإنجليزية)
- ميت رومني على موقع مونزينجر (الألمانية)
- ميت رومني على موقع ميوزك برينز (الإنجليزية)
- ميت رومني على موقع إن إن دي بي (الإنجليزية)
- ميت رومني على موقع قاعدة بيانات الفيلم (الإنجليزية)
- الموقع الرسمي